# راونی دل (ولاسوتینتسه)
راونی دل (به صربی: Ravni Del) یک منطقهٔ مسکونی در صربستان است که در ولاسوتینتسه واقع شده‌است. راونی دل ۱۸۳ نفر جمعیت دارد.